# Oddities, Abnormalities and Curiosities
Oddities, Abnormalities and Curiosities is het zesde en laatste studioalbum van de Amerikaanse hardcore punk band Circle Jerks. Het is uitgegeven op 20 juni 1995.
Het album is het enige album dat de band sinds haar hereniging in 1994 heeft uitgegeven. Hierna volgden geen albums of andere uitgaves van de band.

## Nummers
1. "Teenage Electric" - 2:44
2. "Anxious Boy" - 2:06
3. "22" - 2:42
4. "Shining Through the Door" - 3:01
5. "I Wanna Destroy You" (cover van The Soft Boys) - 3:05
6. "Sinking Ship" - 3:45
7. "Brick" - 2:14
8. "Fable" - 3:37
9. "Dog" - 2:53
10. "Grey Life" - 2:48
11. "Exhaust Breath" - 3:00
12. "Career Day" - 2:23

Keith Morris · Greg Hetson · Zander Schloss · Keith Fitzgerald
Oud-leden: Roger Rogerson · Lucky Lehrer · Chuck Biscuits · Earl Liberty · Keith Clark
Studioalbums: Group Sex (1980) · Wild in the Streets (1982) · Golden Shower of Hits (1983) · Wonderful (1985) · VI (1987) · Oddities, Abnormalities and Curiosities (1995)

Overige albums: Group Sex/Wild in the Streets (1986, compilatie) · Gig (1992, live)